# Dietrich Keller
Pour les articles homonymes, voir Keller.
Dietrich Keller, né le 18 octobre 1943, à Mayence, en République fédérale d'Allemagne, est un ancien joueur allemand de basket-ball. Il évolue durant sa carrière au poste de pivot.

## Biographie
Dietrich Keller est passé en 1968 avec l'USC Mainz dans la ligue de basketball et a été atteint avec Mainz, y compris la finale de la Coupe en 1971. Cela n'a toutefois eu lieu qu'en octobre 1971, alors que Keller jouait déjà pour l'adversaire final TuS 04 Leverkusen. Leverkusen avait déjà remporté le double en ligue et en coupe en 1970 et 1971. Durant la saison 1971/1972, les Leverkusen ont à nouveau dominé la ligue, notamment parce qu’ils étaient avec les deux centres, Norbert Thimm et Keller, de loin la meilleure équipe sous le panier. Keller a été porté disparu à la fin de la saison en raison de problèmes de blessures. Leverkusen a remporté le championnat sous l'entraîneur-chef Günter Hagedorn, sans aucune défaite en championnat et en séries éliminatoires, mais a pris sa retraite, contrairement aux années précédentes dans la Coupe prématurément. À la fin de la saison, Keller a rejoint l'USC Heidelberg et a remporté avec les Heidelbergers sept années de plus le titre de champion d'Allemagne. En 1977, l'USC Heidelberg a succédé à Kellers à Erstligasaison puis au double.
Après ses débuts dans l'équipe nationale allemande en 1967, il a été nommé en octobre 1968 par le Conseil des entraîneurs fédéraux de la Fédération allemande de basketball, présidé par Anton Kartak, alors directeur sportif de la DBB, pour la "Olympic Cam 1972" à cinquante têtes figurant sur la "liste du Kartak". En 1969, il faisait partie de l'entraîneur Miloslav Kříž dans les qualifications du championnat d'Europe de basketball en 1969. 1971 Keller termine avec l'équipe nationale DBB, sous l'entraîneur Theodor Schober, aux neuvièmes places du championnat d'Europe. En 1972, les basketteurs allemands ont atteint la douzième place aux Jeux olympiques de Munich. Dietrich Keller, alors âgé de 28 ans, est venu en 1972 à quatre reprises du tournoi olympique de basketball utilisé, a marqué 14 points, dont 8 contre lui.
Après la fin de son activité en tant que joueur de basketball en Bundesliga, Dietrich Keller est resté actif dans les sports, notamment en tant que joueur de maxi-basketball pour son club, l'USC Heidelberg. Avec ses copains de basket-ball du cercle d'anciens joueurs de la Ligue, Keller a toujours participé régulièrement aux tournois du basket-ball du Bundesbestenspiele organisés par le Bundesbestenspiele pour les joueurs amateurs à partir de l'âge de quarante-cinq ans et s'est battu pour les trophées offerts par le DBB toujours très réussis.